# Origmatogona strinatii
Origmatogona strinatii är en mångfotingart som beskrevs av Manfredi 1956. Origmatogona strinatii ingår i släktet Origmatogona och familjen Origmatogonidae. Inga underarter finns listade i Catalogue of Life.